# París-Roubaix 2018
La 116.ª edición de la clásica ciclista París-Roubaix, se celebró en Francia el 8 de abril de 2017 sobre un recorrido de 257 kilómetros entre la ciudad francesa de Compiègne y el municipio de Roubaix. 
La carrera hizo parte del UCI WorldTour 2018, calendario ciclístico de máximo nivel mundial, siendo la decimoquinta carrera de dicho circuito.
La carrera fue ganada por el corredor eslovaco Peter Sagan del equipo Bora-Hansgrohe, en segundo lugar Silvan Dillier (AG2R La Mondiale) y en tercer lugar Niki Terpstra (Quick-Step Floors).

## Recorrido
La París-Roubaix dispuso de un recorrido total de 257 kilómetros con 29 tramos de pavé, esta carrera forma parte del calendario de clásicas de adoquines, siendo la última y más legendaria carrera que se disputa en clásicas de pavé, antes de iniciar la primavera con las clásica de las Ardenas.
El recorrido de la edición 2018 es similar con la edición 2017. Es igual de largo como el año pasado con un total de 257 km, incluyendo más de 2 km de áreas nuevas de pavé, alcanzando una longitud total de 55 km distribuidos en veintinueve secciones. El detalle más notable en el recorrido es el sector de Saint-Python, junto a los sectores de Viesly a Briastre similaar a la edición anterior, y el viejo sector de Briastre a Solesmes que no había figurado en la ruta durante treinta años.
A pesar de su nombre, la carrera no empieza en la ciudad de París, pero en esta edición se da comienzo en la ciudad de Compiègne, a unos 80 kilómetros al norte de París, y se mueve hacia el norte para finalizar en Roubaix. La dificultad principal es los veintinueve secciones adoquinadas que están dispuestos sobre una distancia total de 55 kilómetros. Los organizadores de la carrera atribuyen a estas zonas un nivel de dificultad, las tres áreas más difíciles se clasifican como de cinco estrellas, mientras que solo un sector se clasifica con una estrella, considerado el más fácil.
Los primeros 97 kilómetros de recorrido son planos sobre carreteras normales, llegando entre el primer sector de Troisvilles-Inchy que pone picante a la carrera. Durante los próximos 60 kilómetros, hay nueve áreas pavimentadas antes del primer sector de cinco estrellas, el Trouée d'Arenberg, con una longitud de 2.4 kilómetros, con sus adoquines en mal estado, disjuntos y no alineados, por lo general este tramo en uno de los más decisivos de la prueba, suele provocar la primera selección en la carrera eliminando a muchos corredores de cara a la victoria final.
A continuación, la ruta gira varias veces alrededor de la comuna de Wallers donde hay otros sectores. Luego la carrera se dirige hacia el norte, cruzando varios corredores de áreas de pavé todas clasificada entre tres o cuatro estrellas, para llegar a la zona de cinco estrellas después de 200 kilómetros en el sector de pavé de Mons-en-Pévèle con una longitud de 3 kilómetros. Al final el pelotón ingresa a los últimos sectores de dificultad de tres y cinco estrellas, como el clásico sector de Carrefour de l'Arbre, donde los ciclistas realizan los últimos ataques en la carrera a 15 kilómetros de la meta, antes de la llegada al Velódromo de Roubaix.
| Sector | km    | Nombre                                  | Longitud (m) | Dificultad        |
| ------ | ----- | --------------------------------------- | ------------ | ----------------- |
| 29     | 97    | Troisvilles-Inchy                       | 2200         | * · * · *         |
| 28     | 103,5 | Viesly-Quiévy                           | 1800         | * · * · *         |
| 27     | 106   | Quiévy-Saint-Python                     | 3700         | * · * · * · *     |
| 26     | 112,5 | Viesly-Briastre                         | 3000         | * · * · *         |
| 25     | 116   | Briastre-Solesmes                       | 800          | * · *             |
| 24     | 124,5 | Vertain-Saint-Martin-sur-Écaillon       | 2300         | * · * · *         |
| 23     | 134,5 | Verchain-Maugré-Quérénaing              | 1600         | * · * · *         |
| 22     | 137,5 | Quérénaing-Maing                        | 2500         | * · * · *         |
| 21     | 140,5 | Maing-Monchaux-sur-Écaillon             | 1600         | * · * · *         |
| 20     | 153,5 | Haveluy-Wallers                         | 2500         | * · * · * · *     |
| 19     | 161,5 | Trouée d'Arenberg                       | 2400         | * · * · * · * · * |
| 18     | 168   | Wallers-Hélesmes                        | 1600         | * · * · *         |
| 17     | 174,5 | Hornaing-Wandignies-Hamage              | 3700         | * · * · * · *     |
| 16     | 182   | Warlaing-Brillon                        | 2400         | * · * · *         |
| 15     | 185,5 | Tilloy-lez-Marchiennes-Sars-et-Rosières | 2400         | * · * · * · *     |
| 14     | 192   | Beuvry-la-Forêt-Orchies                 | 1400         | * · * · *         |
| 13     | 197   | Orchies                                 | 1700         | * · * · *         |
| 12     | 203   | Auchy-lez-Orchies-Bersée                | 2700         | * · * · * · *     |
| 11     | 208,5 | Mons-en-Pévèle                          | 3000         | * · * · * · * · * |
| 10     | 214,5 | Mérignies-Avelin                        | 700          | * · *             |
| 9      | 218   | Pont-Thibaut-Ennevelin                  | 1400         | * · * · *         |
| 8      | 224   | Moulin-de-Vertain                       | 500          | * · *             |
| 7      | 230,5 | Cysoing-Bourghelles                     | 1300         | * · * · *         |
| 6      | 233   | Bourghelles-Wannehain                   | 1100         | * · * · *         |
| 5      | 237,5 | Camphin-en-Pévèle                       | 1800         | * · * · * · *     |
| 4      | 240   | Carrefour de l'Arbre                    | 2100         | * · * · * · * · * |
| 3      | 242,5 | Gruson                                  | 1100         | * · *             |
| 2      | 249   | Willems-Hem                             | 1400         | * · *             |
| 1      | 256   | Roubaix                                 | 300          | *                 |

## Equipos participantes
Tomaron parte en la carrera 25 equipos: 18 de categoría UCI WorldTour 2018 invitados por la organización; y 7 de categoría Profesional Continental. Formando así un pelotón de 175 ciclistas de los que acabaron xxx. Los equipos participantes fueron:
| WorldTeams (18)- AG2R La Mondiale - Astana - Bahrain-Merida - BMC Racing Team - Bora-Hansgrohe - Dimension Data - EF Education First-Drapac p/b Cannondale - Groupama-FDJ - Katusha-Alpecin - Lotto Soudal - Lotto NL-Jumbo - Mitchelton-Scott - Movistar Team - Quick-Step Floors - Sky - Team Sunweb - Trek-Segafredo - UAE Team Emirates Equipos continentales profesionales (7)- Cofidis, Solutions Crédits - Delko-Marseille Provence-KTM - Direct Énergie - Fortuneo-Samsic - Vérandas Willems-Crelan - Vital Concept - WB-Aqua Protect-Veranclassic |
| |

## Clasificaciones finales
- Las clasificaciones finalizaron de la siguiente forma:[6]

### Clasificación general
| \| Clasificación general \| Clasificación general \| Clasificación general \| Clasificación general \| Clasificación general \| \| Ciclista \| Ciclista \| Equipo \| Tiempo \| \| \| --------------------- \| --------------------- \| ------------------------- \| --------------------- \| --------------------- \| \| 1.º \| Peter Sagan \| Bora-Hansgrohe \| 5 h 54 min 06 s \| \| \| 2.º \| Silvan Dillier \| AG2R La Mondiale \| + 0 s \| \| \| 3.º \| Niki Terpstra \| Quick-Step Floors \| + 57 s \| \| \| 4.º \| Greg Van Avermaet \| BMC Racing Team \| + 1 min 34 s \| \| \| 5.º \| Jasper Stuyven \| Trek-Segafredo \| + 1 min 34 s \| \| \| 6.º \| Sep Vanmarcke \| EF Education First-Drapac \| + 1 min 34 s \| \| \| 7.º \| Nils Politt \| Katusha-Alpecin \| + 2 min 31 s \| \| \| 8.º \| Taylor Phinney \| EF Education First-Drapac \| + 2 min 31 s \| \| \| 9.º \| Zdeněk Štybar \| Quick-Step Floors \| + 2 min 31 s \| \| \| 10.º \| Jens Debusschere \| Lotto-Soudal \| + 2 min 31 s \| \| \| 11.º \| Mike Teunissen \| Team Sunweb \| + 2 min 31 s \| \| \| 12.º \| Oliver Naesen \| AG2R La Mondiale \| + 2 min 31 s \| \| \| 13.º \| Wout van Aert \| Verandas Willems-Crelan \| + 2 min 31 s \| \| \| 14.º \| Jelle Wallays \| Lotto-Soudal \| + 2 min 37 s \| \| \| 15.º \| Philippe Gilbert \| Quick-Step Floors \| + 3 min 07 s \| \| \| 16.º \| Amund Grøndahl Jansen \| LottoNL-Jumbo \| + 3 min 07 s \| \| \| 17.º \| John Degenkolb \| Trek-Segafredo \| + 3 min 07 s \| \| \| 18.º \| Marco Marcato \| UAE Team Emirates \| + 3 min 07 s \| \| \| 19.º \| Dylan van Baarle \| Team Sky \| + 3 min 07 s \| \| \| 20.º \| Heinrich Haussler \| Bahrain-Merida \| + 3 min 07 s \| \| |                       |                           |                 |
| |                       |                           |                 |
| Fuente: ProCyclingStats |                       |                           |                 |
| Clasificación general |                       |                           |                 |
| Ciclista | Ciclista              | Equipo                    | Tiempo          |
| 1.º | Peter Sagan           | Bora-Hansgrohe            | 5 h 54 min 06 s |
| 2.º | Silvan Dillier        | AG2R La Mondiale          | + 0 s           |
| 3.º | Niki Terpstra         | Quick-Step Floors         | + 57 s          |
| 4.º | Greg Van Avermaet     | BMC Racing Team           | + 1 min 34 s    |
| 5.º | Jasper Stuyven        | Trek-Segafredo            | + 1 min 34 s    |
| 6.º | Sep Vanmarcke         | EF Education First-Drapac | + 1 min 34 s    |
| 7.º | Nils Politt           | Katusha-Alpecin           | + 2 min 31 s    |
| 8.º | Taylor Phinney        | EF Education First-Drapac | + 2 min 31 s    |
| 9.º | Zdeněk Štybar         | Quick-Step Floors         | + 2 min 31 s    |
| 10.º | Jens Debusschere      | Lotto-Soudal              | + 2 min 31 s    |
| 11.º | Mike Teunissen        | Team Sunweb               | + 2 min 31 s    |
| 12.º | Oliver Naesen         | AG2R La Mondiale          | + 2 min 31 s    |
| 13.º | Wout van Aert         | Verandas Willems-Crelan   | + 2 min 31 s    |
| 14.º | Jelle Wallays         | Lotto-Soudal              | + 2 min 37 s    |
| 15.º | Philippe Gilbert      | Quick-Step Floors         | + 3 min 07 s    |
| 16.º | Amund Grøndahl Jansen | LottoNL-Jumbo             | + 3 min 07 s    |
| 17.º | John Degenkolb        | Trek-Segafredo            | + 3 min 07 s    |
| 18.º | Marco Marcato         | UAE Team Emirates         | + 3 min 07 s    |
| 19.º | Dylan van Baarle      | Team Sky                  | + 3 min 07 s    |
| 20.º | Heinrich Haussler     | Bahrain-Merida            | + 3 min 07 s    |

## Ciclistas participantes y posiciones finales
Convenciones:
- AB-N: Abandono en la carrera
- FLT-N: Retiro por llegada fuera del límite de tiempo en la carrera
- NTS-N: No tomó la salida para la carrera
- DES-N: Descalificado o expulsado en la carrera

## UCI World Ranking
La París-Roubaix otorga puntos para el UCI WorldTour 2018 y el UCI World Ranking, este último para corredores de los equipos en las categorías UCI WorldTeam, Profesional Continental y Equipos Continentales. Las siguientes tablas muestran el baremo de puntuación y los 10 corredores que obtuvieron más puntos:
| Posición   | 1.º | 2.º | 3.º | 4.º | 5.º | 6.º | 7.º | 8.º | 9.º | 10.º | 11.º | 12.º | 13.º | 14.º | 15.º | 16.º-20.º | 21.º-30.º | 31.º-50.º | 51.º-55.º | 56.º-60.º |
| Puntuación | 500 | 400 | 325 | 275 | 225 | 175 | 150 | 125 | 100 | 85   | 70   | 60   | 50   | 40   | 35   | 30        | 20        | 10        | 5         | 3         |

| Clasificación |                   |                           |        |
| Posición      | Ciclista          | Equipo                    | Puntos |
| ------------- | ----------------- | ------------------------- | ------ |
| 1.º           | Peter Sagan       | Bora-Hansgrohe            | 500    |
| 2.º           | Silvan Dillier    | Ag2r La Mondiale          | 400    |
| 3.º           | Niki Terpstra     | Quick-Step Floors         | 325    |
| 4.º           | Greg Van Avermaet | BMC                       | 275    |
| 5.º           | Jasper Stuyven    | Trek-Segafredo            | 225    |
| 6.º           | Sep Vanmarcke     | EF Education First-Drapac | 175    |
| 7.º           | Nils Politt       | Katusha-Alpecin           | 150    |
| 8.º           | Taylor Phinney    | EF Education First-Drapac | 125    |
| 9.º           | Zdeněk Štybar     | Quick-Step Floors         | 100    |
| 10.º          | Jens Debusschere  | Lotto Soudal              | 85     |